# Taeniodera sericea
Taeniodera sericea är en skalbaggsart som beskrevs av Raffaello Gestro 1888. Taeniodera sericea ingår i släktet Taeniodera och familjen Cetoniidae. Inga underarter finns listade i Catalogue of Life.